# Procesos nucleares
Los procesos nucleares son procesos de combinación y elaboración parcial de las partículas subatómicas y núcleos atómicos. Las reacciones nucleares pueden ser endotérmicas o exotérmicas, dependiendo de si absorben  energía para producirse o a si la desprenden respectivamente.

## Fuerzas
Más información en: Fuerzas fundamentales
- Nuclear fuerte: Es la fuerza más fuerte de la naturaleza y tiene, en principio, muy corto alcance, 1 fm. Es la responsable de las ligaduras nucleares. Entre hadrones se manifiesta mediante el intercambio de mesones y piones sobre todo. Pero la verdadera expresión de la nuclear fuerte ocurre en las uniones entre cuarks mediante una partícula mediadora de fuerza llamada gluón que viene de "glue" que significa pegamento. Los gluones unen con tal firmeza a los cuarks que hasta ahora no se les ha podido observar libres en la naturaleza sino que siempre aparecen ligados a, por lo menos, otro cuark. Aquí la fuerza actúa con alcance infinito y aumenta con la distancia es decir cuanto más alejamos dos cuarks más fuertemente se atraen. Dado que es una fuerza derivada de las atracciones entre cuarks aquellas partículas que no están constituidas por estos como son los leptones no se ven afectados por ella.
- Nuclear débil: Es la fuerza de menor alcance, 1 am distancia esta menor que el núcleo, es, además, 1013 veces más débil que la nuclear fuerte. Sus partículas mediadoras de fuerza son los bosones W y Z. Es la responsable de la mayoría de los procesos radiactivos.
- Electromagnética: Esta es una fuerza de largo alcance, en realidad alcance infinito. Además es una fuerza muy fuerte tan solo cien veces más débil que la nuclear fuerte.
- Gravitatoria: Débil y de largo alcance. Actúa sobre la masa y la energía. Siempre es atractiva. Totalmente despreciable en las reacciones nucleares ya que es 10^38 veces más débil que la nuclear fuerte.

## Tipos de partículas
Más información en: Modelo Estándar | Tabla de partículas | Lista de partículas
Según su espín:
- Bosones: Partículas de espín entero (0, 1, 2...). Lo son los fotones y los mesones.
- Fermiones: Partículas de espín semientero (1/2, 3/2...). Lo son los bariones, los cuarks y los leptones.

Según su estructura o interacciones en que pueden estar envueltas:
- Hadrones: Partículas formadas por cuarks. Lo son los mesones y los bariones.
  - Mesones: Hadrones formados por dos cuarks.
  - Bariones: Hadrones formados por tres cuarks. Lo son los protones y los neutrones.
- Leptones: Partícula fundamental en principio indivisible que no experimenta interacción fuerte. Lo son los electrones, los muones, el tau y los neutrinos.
- Cuarks: Partícula fundamental en principio indivisible que necesariamente ha de aparecer ligada a otros cuarks para formar hadrones. Los protones y los neutrones están compuestos de tres cuarks. Tiene carga eléctrica fraccionaria y también interactúa débilmente (si el cuark es izquierdo). Experimenta interacción fuerte.

- Antipartículas: Cada partícula tiene su propia antipartícula asociada. Estas tienen igual masa pero carga opuesta. O, cuando no tienen carga eléctrica, tienen otra propiedad característica opuesta como la helicidad en el caso del neutrino y el antineutrino, si no tuvieran masa. En cualquier caso, sería posible que el neutrino y el antineutrino fueran la misma partícula fermiónica de Majorana si, finalmente, aunque pequeña, se mide que tienen masa no nula.

## Leyes de conservación
Todo proceso nuclear ha de cumplir un formalismo semejante al que siguen los químicos en las reacciones químicas. De hecho en cuanto a simbología ambos tipos de procesos se escriben de forma bastante parecida. Si en las reacciones químicas se conservaba la masa atómica en las nucleares ya no sucede lo mismo. Ya que hay transformaciones de masa a energía y viceversa. A pesar de ello, los procesos nucleares siguen sus propias leyes de conservación.
- Energía relativista: La energía relativista es la suma de las energías cinéticas de las partículas y sus energías en reposo. Esta se conserva durante cualquier reacción nuclear.
- Carga eléctrica: El valor total de las cargas eléctricas a ambos lados de la ecuación ha de mantenerse. La unidad de carga es la del electrón y se representa por qe.
- Número bariónico: Se asigna el valor +1 a los bariones y -1 a los antibariones. El valor durante la reacción debe mantenerse constante.
- Número leptónico: Se asigna el valor +1 a los leptones y -1 a los antileptones. El valor durante la reacción debe mantenerse constante. Existe un número leptónico por cada generación de partículas así de hecho son tres, un número leptónico electrónico, otro muónico y otro tauónico y en realidad se han de conservar todos ellos por separado.
- Extrañez (strangeness): Se asigna el valor 0 a las partículas normales, fotones, leptones o piones y +1 o -1 a las partículas y antipartículas extrañas como los mesones k o kaones. Estos tienen una vida media por encima de lo normal y surgen por pares. Este valor se conserva durante la reacción solo en las interacciones electromagnéticas o nucleares fuertes, no así en las débiles.

Nota: Probablemente, sin la conservación de los números bariónicos, leptónicos y la extrañeza, hoy día el universo solo sería una sopa de leptones o partículas aún menores que se habrían ido degradando de forma irreversible.

## Energía por nucleón

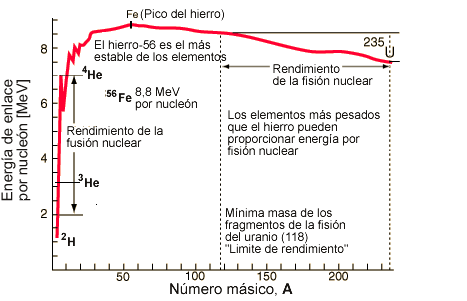
Gráfico de las energías de enlace nuclear según la masa atómica. Se puede observar como el rendimiento para la fusión es mucho mayor que para la fisión.

Es la energía potencial nuclear contenida en cada nucleón de un átomo. Esta energía varía según el átomo. Este hecho es el que se conoce, normalmente, como defecto de masa y es el causante de que las reacciones de fisión y fusión liberen energía. Por poner un ejemplo, este curioso fenómeno hace que un neutrón y un protón aislados sumen más masa que los dos juntos formando un núcleo de deuterio. En la imagen adjunta se sitúa un gráfico en el que se pueden ver algunas de estas energías.

Una manera aproximada de obtener esa energía potencial es calcular la energía en reposo de un núcleo atómico a partir de su masa atómica. Acto seguido se debe dividir esa energía entre el número de nucleones de ese núcleo. Entonces se debe restar ese valor de la energía en reposo del hidrógeno, unos 938MeV. Para ver las masas atómicas de cada isótopo: webelements. Cálculos más detallados en: Defecto de masa
La función de la figura tiene un máximo, el pico del hierro. El hierro es el elemento nuclearmente más estable de todos porque tanto para fusionarlo como para fisionarlo hay que invertir energía adicional. Los motivos que explican la forma de esta gráfica son los siguientes. Para átomos ligeros la fuerza nuclear fuerte es dominante pero esta fuerza solo actúa a muy corto alcance mientras que las fuerzas repulsivas electromagnéticas entre protones son de largo alcance y actúan siempre en todos los protones. En los núcleos más pesados, sin embargo, las distancias entre muchos de los nucleones son demasiado grandes y la cohesión por interacción fuerte ya no es tan intensa. Por otro lado las fuerzas electromagnéticas de repulsión son cada vez más fuertes ya que hay más protones y estas son de largo alcance. Así, a partir del hierro, la barrera de potencial eléctrico que hay que romper para añadir un protón más al núcleo supera al beneficio energético que da la interacción fuerte al juntarlo con el resto de los nucleones. Esto también explica la suave pendiente de la energía obtenida por la fisión ya que realmente viene dada por el exceso de potencial eléctrico por encima de la cohesión por interacción fuerte mientras que la energía de fusión es todo lo contrario, la energía la aporta la interacción fuerte que supera muy de largo a las fuerzas repulsivas sobre todo en los átomos más ligeros como el hidrógeno o el helio sin apenas cargas positivas.

## Desintegración radiactiva
Ocurre cuando un núcleo o partícula inestable se descompone espontáneamente en otro núcleo o partícula emitiendo algún tipo de radiación en el proceso. Por ejemplo la desintegración beta de un neutrón:
n.º bariónico: 1 = 1 (se conserva)

n.º leptónico: 0 = 1 -1 (se conserva)

## Fotodesintegración
Sucede de forma parecida a la desintegración espontánea solo que esta vez el proceso viene inducido por un fotón gamma externo. Esta reacción es endotérmica.
Ejemplos:
n.º bariónico: 20 = 16 + 4

## Creación y aniquilación de pares
Aunque un fotón en el vacío no puede crear pares de partículas, sí puede hacerlo si es lo suficientemente energético e interacciona  con otro fotón u otra partícula. El par generado puede ser electrón/positrón o protón/antiprotón, por ejemplo. El tipo de partícula generada dependerá de la frecuencia o energía del fotón.
n.º leptónico: 0 = 1 - 1
Para el par electrón/positrón, por ejemplo, el fotón gamma tendrá que tener una energía mayor que 1022keV ya que cada electrón tiene 511keV de energía en reposo y siempre hace falta una cierta energía cinética para que puedan separarse el uno del otro.
Asimismo, estos pares podrán aniquilarse posteriormente generando a su vez dos o más fotones gamma de alta frecuencia.

## Captura de neutrones
Como se ha explicado anteriormente, la fusión nuclear solo permite llegar hasta el pico del hierro. Para crear núcleos más pesados que este elemento hacen falta otro tipo de reacciones distintas. La captura de neutrones es una reacción sencilla. Los neutrones al ser partículas neutras no han de superar una barrera de potencial electromagnético por lo que pueden chocar sin problemas con cualquier núcleo. Al hacerlo dan como resultado un isótopo con un número másico mayor pero el mismo número atómico ya que el número de protones no varía. Este proceso se puede seguir repitiendo hasta que el núcleo sobrecargado de neutrones se vuelve tan inestable que la desintegración beta ocurre con más rapidez de la que se absorbe otro neutrón. Cuando ocurre esto el núcleo incrementa su número atómico pero mantiene intacto el másico. Al hacerlo aumenta su estabilidad y puede seguir captando neutrones. Y así, poco a poco, los átomos van engordando hasta elementos más pesados que el hierro.
En el diagrama adjunto se representa el número de protones (Z) en función del número de neutrones (N). N va creciendo hasta que el tiempo característico de la desintegración beta es menor que el de la captura de neutrones, momento en el cual se produce una transmutación del núcleo convirtiéndose en un elemento distinto. La cantidad de neutrones que llega a sumar antes de transmutarse dependerá de la intensidad del flujo de neutrones al que el núcleo inicial se vea sometido.
Según si el flujo es rápido (rapid) o lento (slow) se hablará de proceso-r o proceso-s respectivamente. Hay átomos que se pueden producir por uno solo de los procesos y otros que se pueden producir en ambos.
Estos flujos intensos de neutrones se dan de forma natural en las supernovas que es donde se sintetizan la mayoría de los elementos más pesados que el hierro. Aun así, hay átomos que no se pueden producir mediante este proceso.

## Captura de protones
Este proceso también es relativamente probable. Si bien un protón tiene cierta carga eléctrica, tampoco tiene mucha y no le hace falta demasiada energía para romper la barrera de potencial. La captura de protones hace aumentar el número atómico y el número másico a la vez.

## Captura de electrones
Es el proceso, mediante el cual, los electrones son capturados por los núcleos transformándose así los protones en neutrones. Por eso el proceso recibe también el nombre de neutronización. Se produce, sobre todo, durante la formación de las estrellas de neutrones.
| {\displaystyle p^{+}+e^{-}\rightarrow n+\nu _{e}} - n.º bariónico: 1 = 1 - n.º leptónico: 1 = 1 |  | {\displaystyle e^{-}+^{7}\mathrm {Be} \rightarrow ^{7}\mathrm {Li} +\nu _{e}^{-}} - n.º bariónico: 7 = 7 - n.º leptónico: 1 = 1 |